# Ricardo de Chichester
San Ricardo de Chichester (Droitwich, Worcestershire, 1197-Dover, Kent, 3 de abril de 1253), conocido también como Richard de Wych o Ricardo de Wyche, fue un obispo de Chichester (Inglaterra) venerado como santo por la Iglesia católica.
Estudió en Oxford, París y Bolonia (Italia).
Fue consagrado obispo de Chichester en 1244 tras la muerte ese mismo año de su antecesor, Ralph Neville, (si bien Robert Passelewe ocupó el cargo entre ambos entre los meses de abril y junio). Pero el rey Enrique III se opuso a su nombramiento (en favor del archidiácono de la diócesis). Por ello Ricardo pidió el apoyo del papa Inocencio III para ser reconocido oficialmente como obispo de su sede, cosa que ocurrió después de un año de vivir de la caridad, ya que el rey se negaba a pagarle ningún sueldo, hasta que el papa lo amenazó con la excomunión.
Durante su obispado, Ricardo vivió de manera austera, empleando parte de su sueldo en limosnas y caridad, realizando además un gran trabajo de escritura de los estatutos que regularían la vida del clero.
En 1250 fue nombrado recaudador del impuesto para las Cruzadas y dos años más tarde el rey le asignó la misión de que predicara la cruzada. En esta labor falleció el 3 de abril de 1253, cuando se dirigía a Dover para la consagración de una iglesia a san Edmundo.
En 1262 el papa Urbano IV lo canonizó.
Su altar en la Catedral de Chichester era un sitio de peregrinación ricamente decorado, hasta que fue destruido en 1538, por orden del Rey Enrique VIII de  Inglaterra, a través de su vicario general Thomas Cromwell. 
Se le conmemora el 3 de abril, día de su fallecimiento.

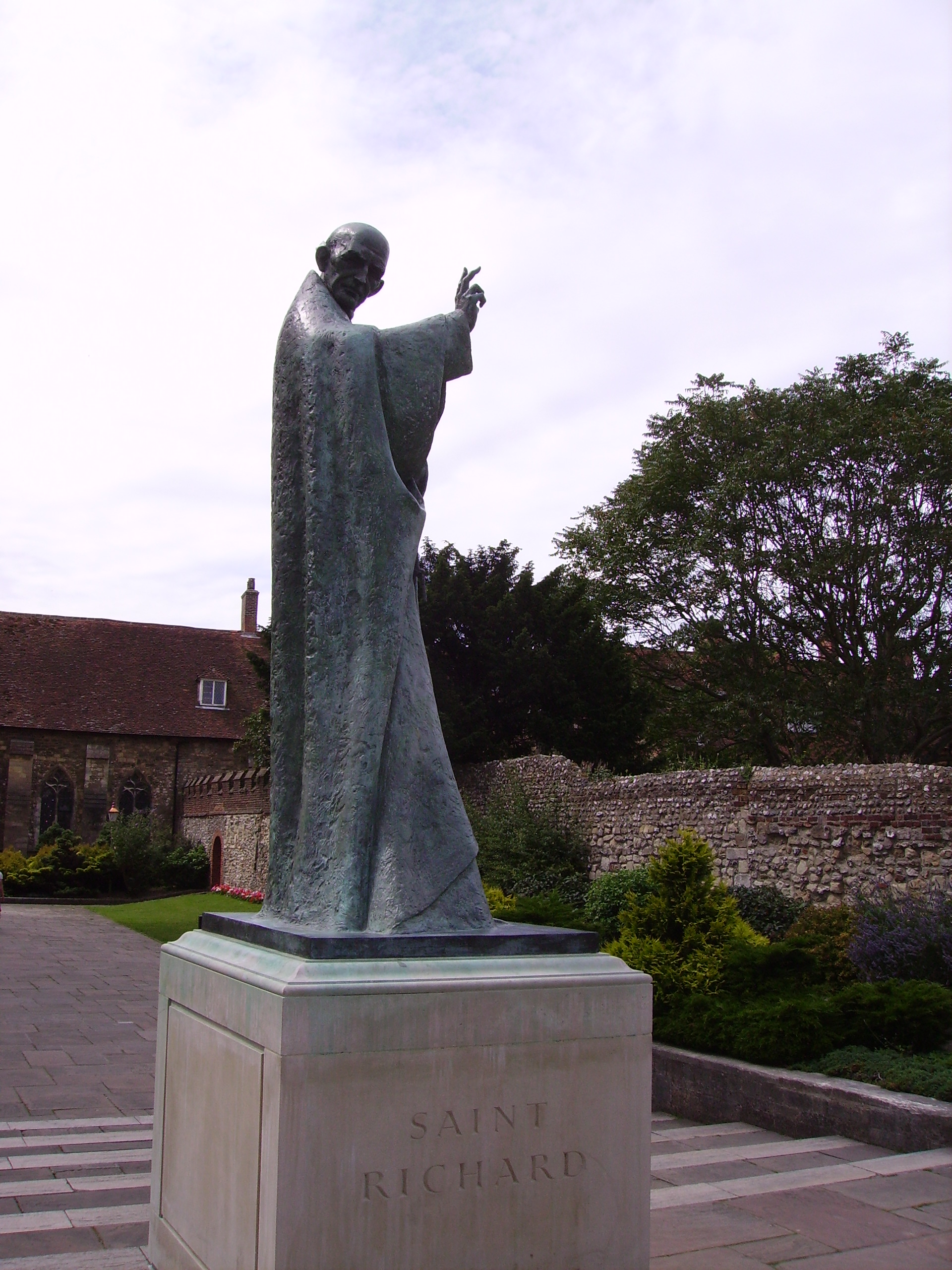
Representación de san Ricardo, en Chichester.